# موشيه فرستر
موشيه فرستر (بالعبرية: משה פרסטר)، من مواليد 14 أغسطس 1963، هو ممثل كوميدي ومسرحي إسرائيلي، بدأ مسيرته الفنية سنة 1988.